# Jean-François Georgel
Jean-François Georgel (ur. 29 stycznia 1731 w Bruyères, zm. 14 listopada 1813 tamże) – francuski dyplomata.
W 1762 roku został wikariuszem w Strasburgu. Jego protektorem był książę – kardynał de Rohan, któremu Georgel towarzyszył do Wiednia, gdzie de Rohan miał zostać ambasadorem. Jego rola jako pomocnika de Rohana jest niejasna. Mimo niełaski, jaka go wkrótce dotknęła Georgel zastąpił Rohana jako szef francuskiej misji dyplomatycznej w Wiedniu.
Georgel był okresie lipiec-grudzień 1774 roku był francuskim ambasadorem przy wiedeńskim dworze.
Do końca życia zachował chłód i ostrożność dyplomaty. Znany był ze niezdecydowania.